# Samuel van den Bergh

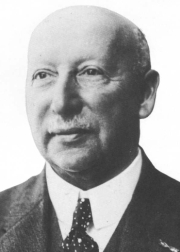
Samuel van den Bergh

Samuel van den Bergh (nacido en Oss, 6 de abril de 1864 - †Niza, 4 de febrero de 1941), fabricante de margarina holandés, fue uno de los más importantes fabricantes de margarina en Europa en todo el siglo XX.
Ejerció una gran competencia en la fabricación de margarinas con Anton Jurgens' Margarinefabrieken N.V. una empresa de Antonius Johannes Jurgens, otro empresario de la misma ciudad.

## La fusión deMargarina Unie
Samuel van den Bergh y Antonius Johannes Jurgens unieron sus empresas, la Anton Jurgens' Margarinefabrieken N.V. de Antonius Johannes Jurgens y la van den Bergh u Margarinefabrieken la suya en 1927. Estuvieron en la cabeza de creación de margarina en toda Holanda y en gran parte de Europa, hasta que en 1930 esta empresa se fusionó con los fabricantes ingleses de jabón Hermanos Lever para crear Unilever.